# Петрушевский, Фёдор Фомич
Фёдор Фоми́ч Петруше́вский (27 марта [8 апреля] 1828 — 17 февраля [1 марта] 1904) — русский физик, заслуженный профессор Императорского Санкт-Петербургского университета, действительный статский советник (с 1878).
Изобрёл ряд оптических приборов. Работы в большинстве относятся к электромагнетизму и оптике. Является учителем многих русских физиков.

## Биография
Родился 27 марта (8 апреля) 1828 в семье метролога Фомы Ивановича Петрушевского. Его братьями были военный писатель и биограф А. В. Суворова Александр Фомич, генералы Василий Фомич и Михаил Фомич.
Окончил 3-ю Санкт-Петербургскую гимназию (1846) и Императорский Санкт-Петербургский университет со степенью кандидата (1851). В 1851 году был командирован университетом в качестве ассистента профессора астрономии А. Н. Савича в Херсонскую губернию для наблюдения полного солнечного затмения.
Сначала преподавал математику и физику в гимназиях в Петербурге — Ларинской (c 1853) и Киеве (с 1857). После возвращения в Петербург преподавал в Кронштадте в Минном офицерском классе, где в 1874 году устроил специальный физический кабинет.
С 1862 года занимался экспериментальными исследованиями под руководством Э. X. Ленца и в том же году защитил в Киевском университете магистерскую диссертацию «Способ определения полюсов магнитов и электромагнитов». Получив степень магистра физики, начал чтение лекций в Петербургском университете в качестве помощника профессора Э. X. Ленца, после смерти которого стал читать почти все курсы физики: в 1863—1866 годах — доцент, с 1866 года — профессор кафедры физики, после защиты в 1865 году в Санкт-Петербурге докторской диссертации «О нормальном намагничивании». В 1865 году открыл первый в России физический практикум для студентов. Активно участвовал в создании физической лаборатории и физического института при университете. С 1877 года — декан физико-математического факультета.
Преподавал также в Петербургском институте инженеров путей сообщения, Технологическом институте и в других вузах Петербурга. 
Ф. Ф. Петрушевский — автор одного из первых систематических курсов электромагнетизма — «Экспериментальный и практический курс электричества» (1876).
Был одним из инициаторов создания Физического общества при университете и с 1872 года был его первым председателем. После слияния этого общества с химическим (1878) оставался до 1901 года бессменным председателем физического отделения Русского физико-химического общества.
С 1891 года был главным редактором отдела точных и естественных наук, чистых и прикладных Энциклопедического словаря Брокгауза и Ефрона, где написал несколько статей по физике, по истории и технике живописи.
Умер 17 февраля (1 марта) 1904 года. Похоронен на Смоленском православном кладбище (уч. 178).
В память о Ф. Ф. Петрушевском Русское физико-химическое общество учредило премию его имени, которая присуждалась, как правило, за оригинальные исследования по физике. В 1904 году вышел «Сборник статей по физике, посвящаемый памяти дорого учителя профессора Федора Фомича Петрушевского» (Санкт-Петербург: тип. В. Демакова, 1904. — XVI, 188 с., 1 портр. : ил.).

## Научные достижения
В области оптики Петрушевский создал несколько оригинальных конструкций оптических приборов, усовершенствовал осветительные устройства маяков и бакенов и пр.
В области цветоведения Петрушевский разработал методы определения коэффициентов отражения света цветной поверхностью, среднего цветового тона многокрасочных картин и др. Им был накоплен обширный экспериментальный материал о физических свойствах масел, применяемых для изготовления масляных красок.
В работах по электричеству и магнетизму Петрушевский провел (в 1853 г.) важное для тех лет сравнение электродвижущих сил и внутреннего сопротивления гальванических элементов в зависимости от температуры, концентрации растворов и других факторов.
Устроил школьный гигиенический фотометр, описанный в первоначальном виде (со свечой) в «Педагогическом сборнике», 1885, и в улучшенном виде (с лампой) через некоторое время в «Журн. Русск. физ.-химич. общ.», «Термоэлектрический столб из магнитных и немагнитных стержней» («Журнал Русск. физ.-химич. общ.», 1889).

## Научные работы
Первая ученая работа напечатана в «Бюллетене Петербургской Академии наук» в 1853 г. («Ueber die Veranderung der Stromstarke, der Electromotorischer Kraft und des Wiederstandes der Galvanischer Elemente» («Bull. de l’Acad. de St.-Petersb.», т. XI, 1853); продолжение её — там же, 1857 г.
Другие работы следовали в таком порядке: «Optische micrometer» («Poggendorfs Annalen», 1859), «Способы определения места полюсов магнитов и электромагнитов» (диссерт. на степень магистра) — в «Вестнике математических наук» Гусева (1862), «О нормальном намагничивании» (диссертация на степень доктора, 1865), «Новый способ определения теплопроводности» (в «Журн. Русск. физ.-химич. общ.», 1874), «Формы сыпучих тел» («Журн. Русск. физ.-химич. общ.», 1884).
В магистерской диссертации «Непосредственное определение полюсов магнитов» (1862) и докторской — «О нормальном намагничивании» (1865), посвященных экспериментальному изучению магнитов и электромагнитов, он развил работы Э. X. Ленца и Б. С. Якоби.
Петрушевскому принадлежит один из первых систематических курсов по электромагнетизму — «Экспериментальный и практический курс электричества, магнетизма и гальванизма» (1876).

## Семья
Жена — дочь коллежского асессора Екатерина Александровна (урожд. Алексеева?; 1838—09.04.1919, Петроград). Их дети:
- Наталья (18.04.1863—1942, Ленинград), слушательница физико-математического отделения (1883—1887), помощница библиотекаря Санкт-Петербургских Высших женских курсов, погибла в блокадном Ленинграде[5]
- Василий (27.09.1864—?)
- Василий (29.12.1866—?)
- Алексей (28.09.1868—?)
- Мария (27.11.1871—?)
- Анна (27.12.1873—1926), слушательница физико-математического отделения (1894—1898), преподаватель ботаники Санкт-Петербургских Высших женских курсов (1910—1918), преподаватель по кафедре анатомии и физиологии Ленинградского университета[6][7]
- Вера, Надежда (родились 08.04.1877)